# 102-й гвардейский мотострелковый полк
102-й гвардейский мотострелковый Слонимско-Померанский Краснознамённый, орденов Суворова и Кутузова полк (сокр. 102 мсп, в/ч 91706) — тактическое формирование Сухопутных войск Российской Федерации. Находится в составе 150-й гвардейской мотострелковой дивизии.
Дислоцируется полк в посёлке Персиановский Ростовской области.

## История
102-й мотострелковый полк сформирован 25 ноября 2018 года в Ростовской области. Полк завершил первый этап комплектования личным составом и военной техникой. Военнослужащие приступили к проведению занятий по предметам боевой подготовки в составе новых, сформированных подразделений..
Ведёт историю от 19-й механизированной бригады (2-го формирования) 1-го механизированного корпуса (2-го формирования) РККА созданной в 1942 году. В 1945 году 19-я механизированная бригада переформирована в 19-й механизированный полк 1-й механизированной дивизии. 20 апреля 1957 года 19-й мехп переформирован в 62-й мотострелковый полк 19-й (с 1965 — 35-й) мотострелковой дивизии. Полк просуществовал до 1992 года когда был выведен из ГДР в г. Чебаркуль Челябинской области и расформирован вместе с 35-й мотострелковой дивизией.
9 мая 2018 года, в канун 73-й годовщины Победы в Великой Отечественной войне, 102-му мотострелковому Слонимско-Померанскому Краснознамённому, орденов Кутузова и Суворова полку заместителем командующего войсками Южного военного округа генерал-лейтенантом Александром Романчуком вручены боевое знамя нового образца и грамота Президента Российской Федерации.
В соответствии с Указом президента Российской Федерации от 30 июня 2018 года полку присвоено почётное наименование «Слонимско-Померанский Краснознамённый, орденов Суворова и Кутузова».
В 2018—2019 гг. полк имел на вооружении танки Т-72Б3, боевые машины пехоты БМП-3 и самоходные гаубицы 2С3М.
По сообщению «Вёрстки», в марте 2022 года в ходе войны с Украиной полк понёс большие потери  в период вторжения России на Украину. В конце 2023 года было подано 7 исков о признании служащих военной части полка погибшими.
Весной 2022 года полк принимал участие в боях за Мариуполь, после чего участвовал в освобождении н.п. Попасная, н.п. Марьинка, обороне Бахмута.  
С мая 2024 года полк вёл бои за Часов Яр.
16 апреля 2025 года Указом президента Российской Федерации полку присвоено почётное наименование «гвардейский» за «массовый героизм и отвагу, стойкость и мужество проявленные личным составом полка в боевых действиях по защите Отечества и государственных интересов в условиях вооружённых конфликтов».

## Состав
- управление;
- 1-й мотострелковый батальон;
- 2-й мотострелковый батальон;
- 3-й мотострелковый батальон;
- мотострелковый батальон (на автомобилях);
- танковый батальон;
- гаубичный самоходно-артиллерийский дивизион;
- отряд (Штурмовой);
- зенитно-ракетная батарея;
- рота РЭБ;
- стрелковая рота снайперов;
- разведывательная рота;
- инженерно-сапёрная рота;
- рота связи;
- ремонтная рота;
- медицинская рота;
- рота материального обеспечения;
- взвод РХБ защиты;
- взвод БПЛА;
- комендантский взвод;[16]
- взвод военной полиции;
- военный оркестр